# Borek (okres Praha-východ)
Obec Borek se nachází v okrese Praha-východ, kraj Středočeský.
Rozkládá se asi čtyři kilometry severně od města Brandýs nad Labem-Stará Boleslav. Dne 25. dubna 2018 bylo schváleno usnesením výboru pro vědu, vzdělání, kulturu, mládež a tělovýchovu udělení znaku a vlajky obce. Žije zde 312 obyvatel.

## Historie
První písemná zmínka o obci pochází z roku 1339.

### Územněsprávní začlenění
Dějiny územněsprávního začleňování zahrnují období od roku 1850 do současnosti. V chronologickém přehledu je uvedena územně administrativní příslušnost obce v roce, kdy ke změně došlo:
- 1850 země česká, kraj Praha, politický okres Karlín, soudní okres Brandýs nad Labem[6]
- 1855 země česká, kraj Praha, soudní okres Brandýs nad Labem[6]
- 1868 země česká, politický okres Karlín, soudní okres Brandýs nad Labem[6]
- 1908 země česká, politický i soudní okres Brandýs nad Labem[7]
- 1939 země česká, Oberlandrat Mělník, politický i soudní okres Brandýs nad Labem[8]
- 1942 země česká, Oberlandrat Praha, politický i soudní okres Brandýs nad Labem[9]
- 1945 země česká, správní i soudní okres Brandýs nad Labem[10]
- 1949 Pražský kraj, okres Brandýs nad Labem[11]
- 1960 Středočeský kraj, okres Mělník[12]
- 2007 Středočeský kraj, okres Praha-východ[13]

## Doprava
Dopravní síť
- Pozemní komunikace – Obcí prochází silnice II/331 (Nymburk) – Stará Boleslav – Borek – Tišice – Záboří – (Mělník).
- Železnice – Železniční trať ani stanice na území obce nejsou. Nejblíže obci je železniční stanice Dřísy ve vzdálenosti 2,5 km ležící na trati 072 v úseku Lysá nad Labem – Mělník.
- Letectví – Na katastru obce se nachází neveřejná plocha pro sportovní létání.[14]

Veřejná doprava 2011
- Autobusová doprava – V obci měla zastávku příměstská autobusová linka Brandýs n.L.-Stará Boleslav – Dřísy – Mečeříž (v pracovních dnech 16 spojů, o víkendech 3 spoje) (dopravce ČSAD Střední Čechy, a. s.).

## Další fotografie

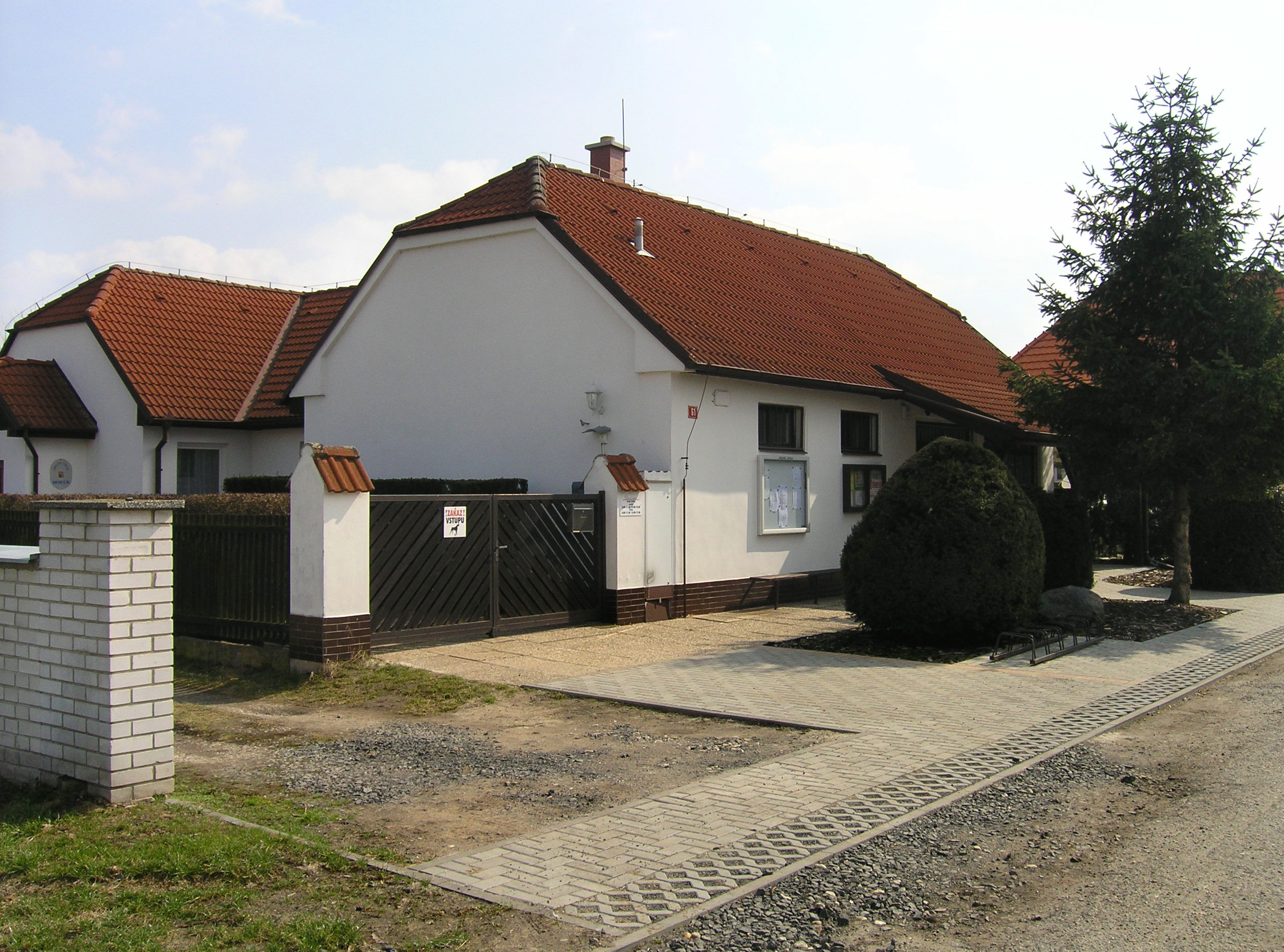
Obecní úřad
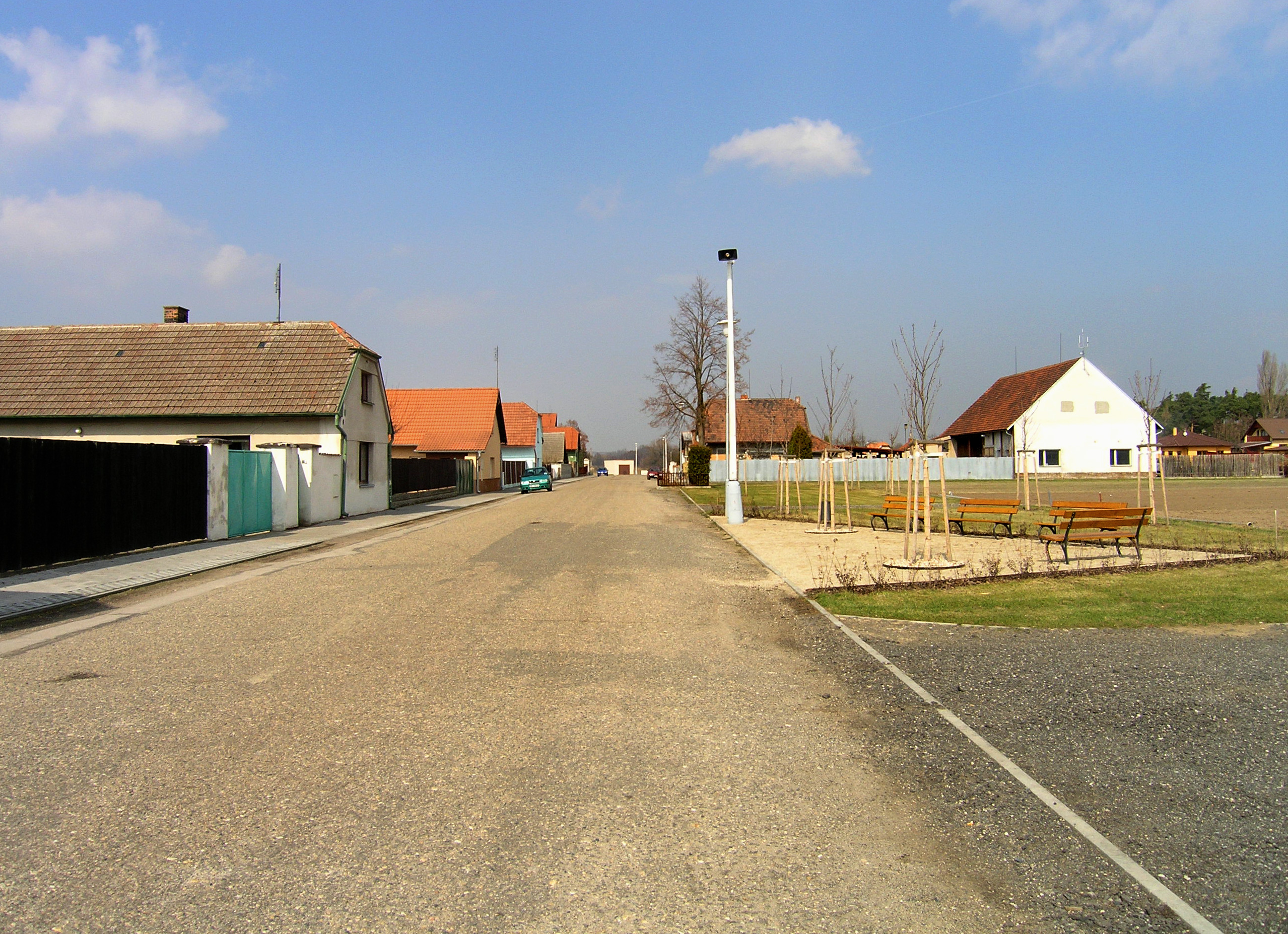
Náves
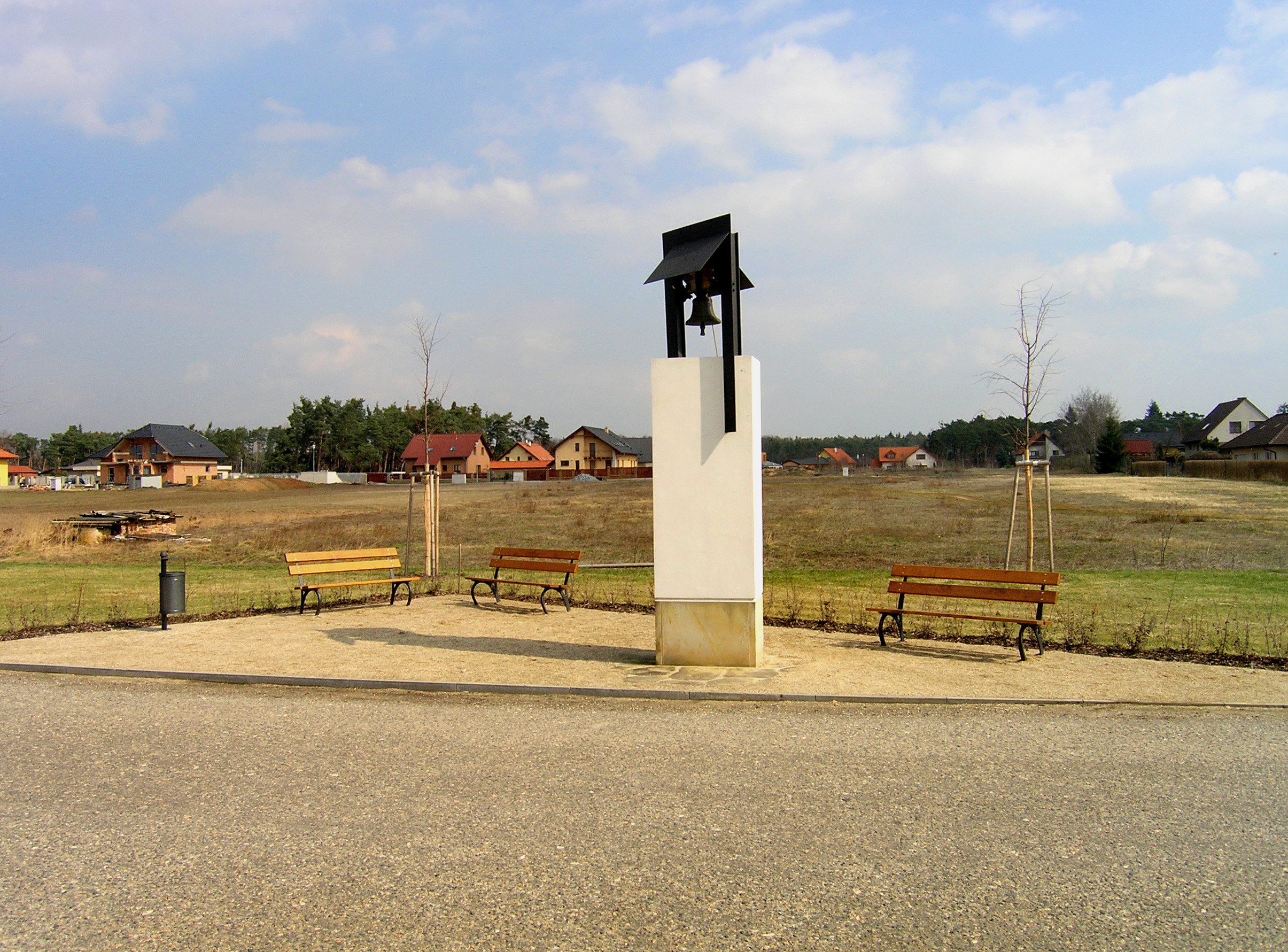
Zvonička na návsi
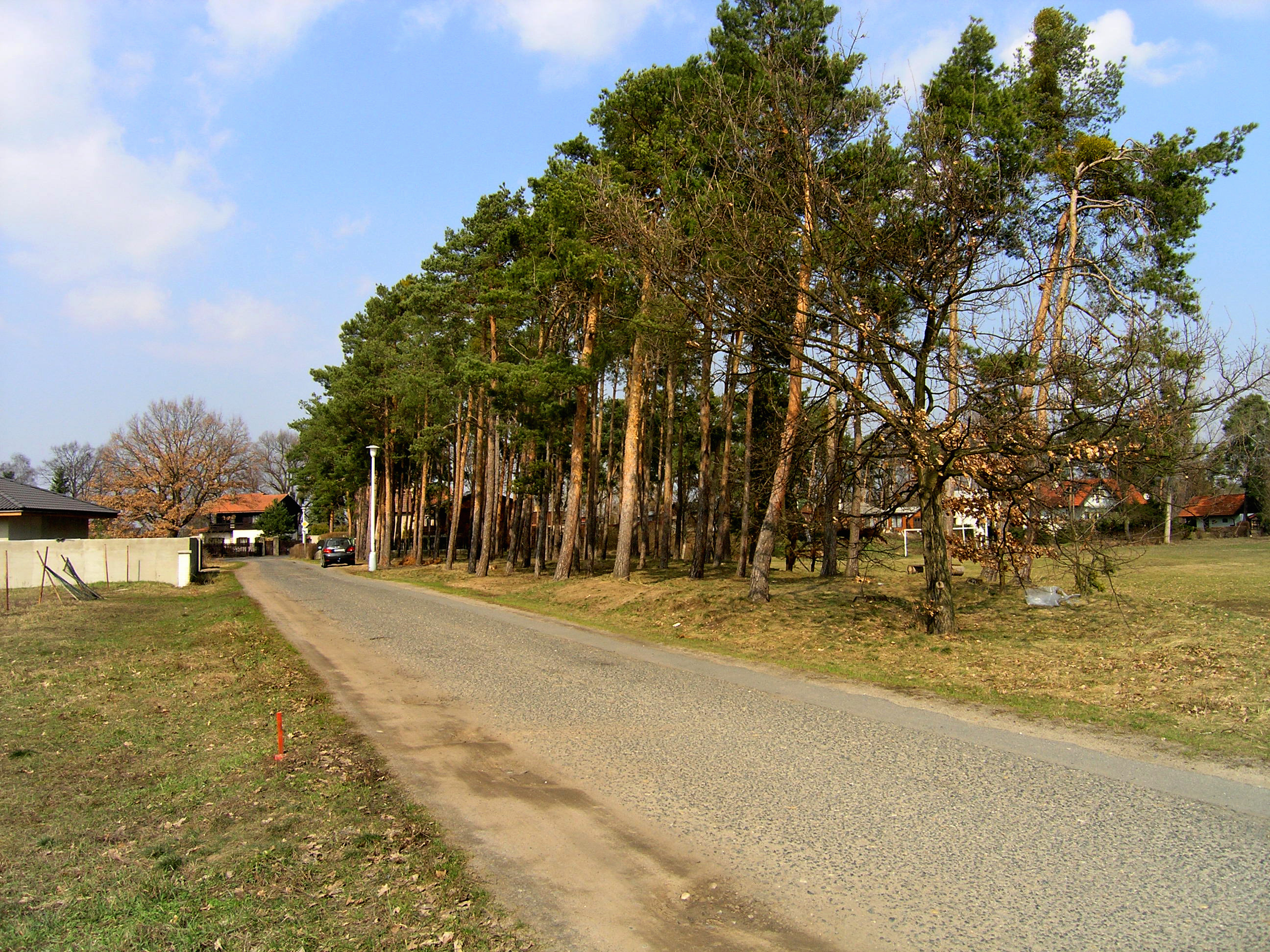
Ulice v severní části obce
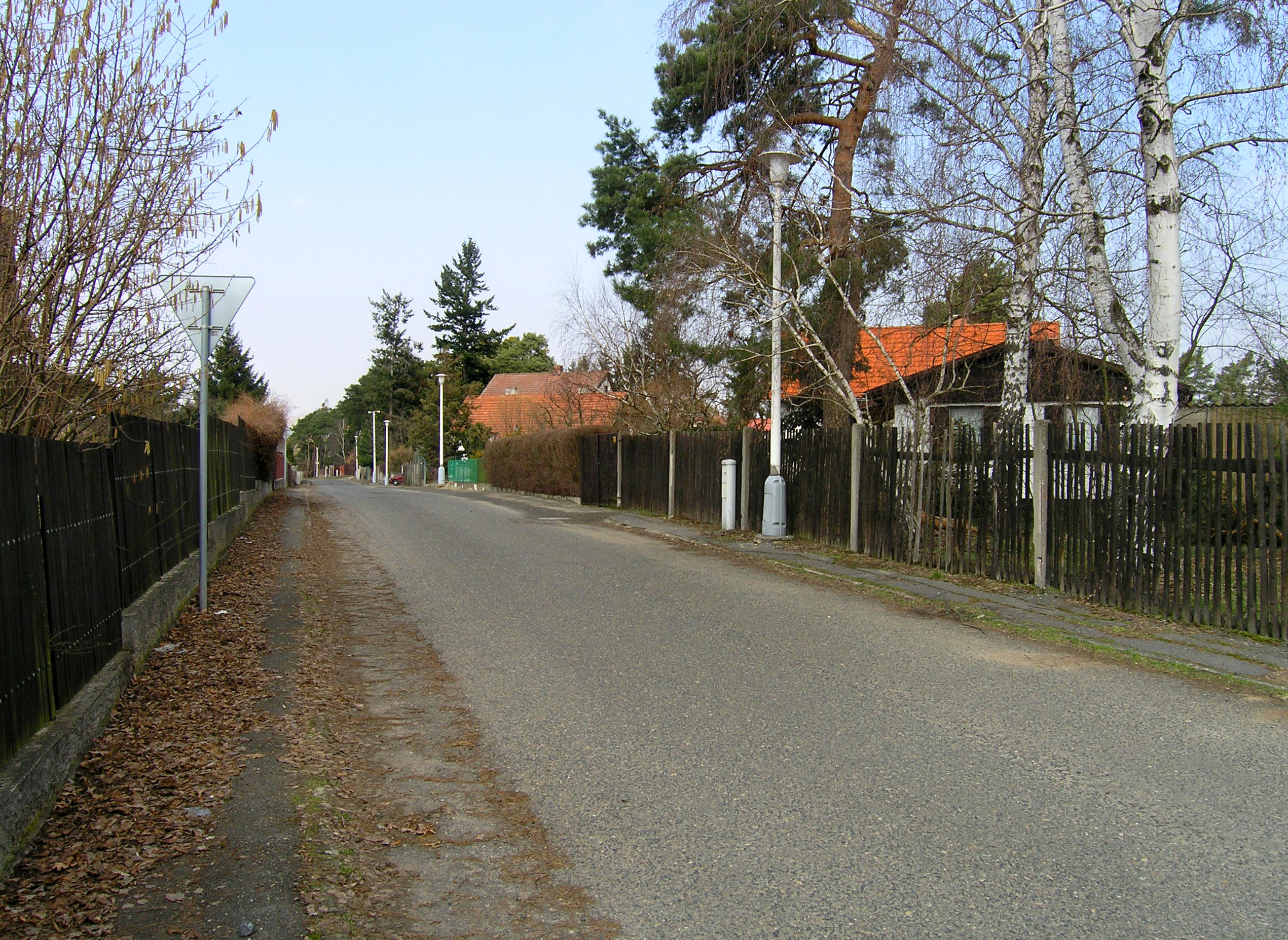
Ulice ve východní části obce
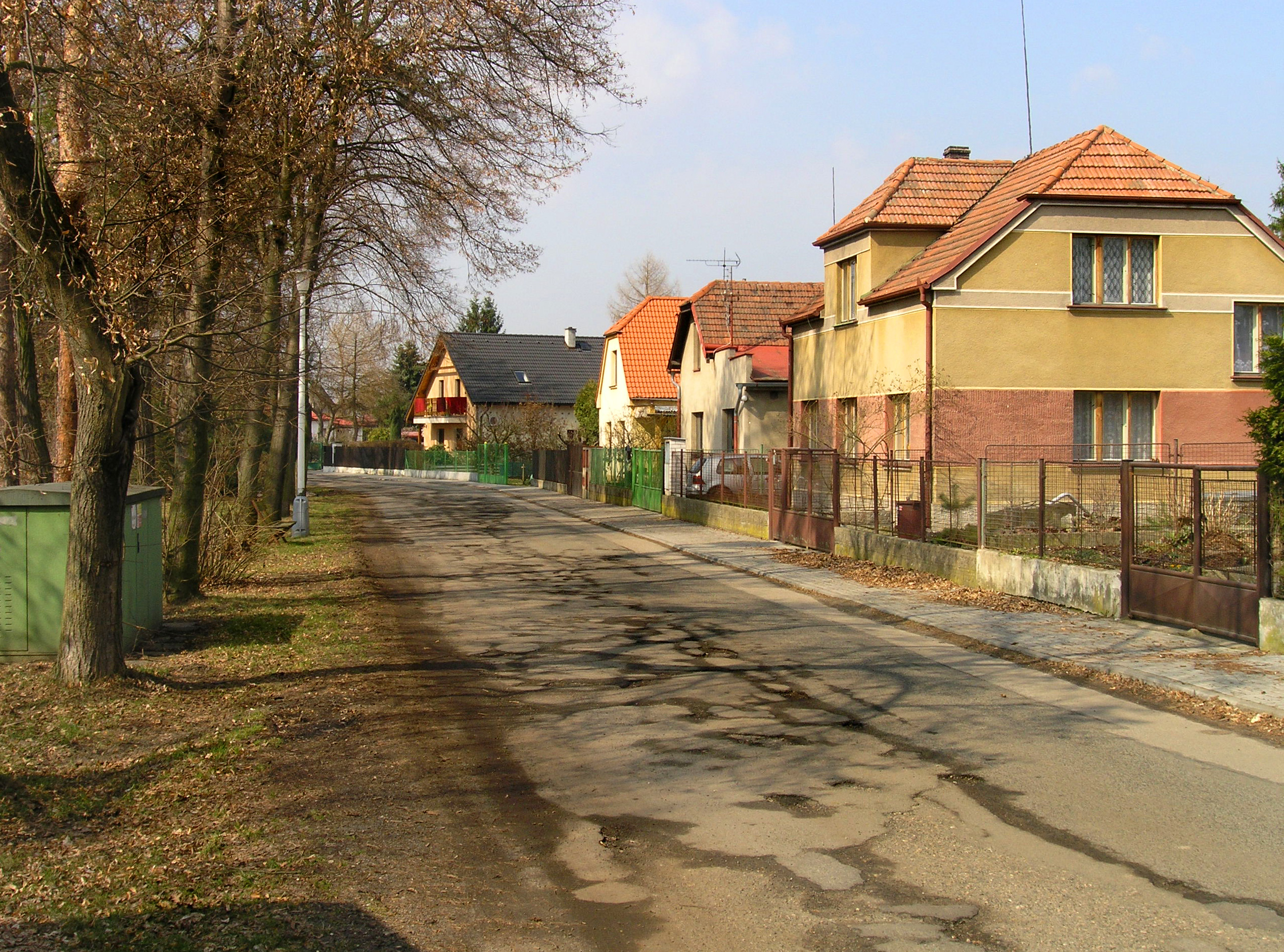
Ulice v jižní části obce
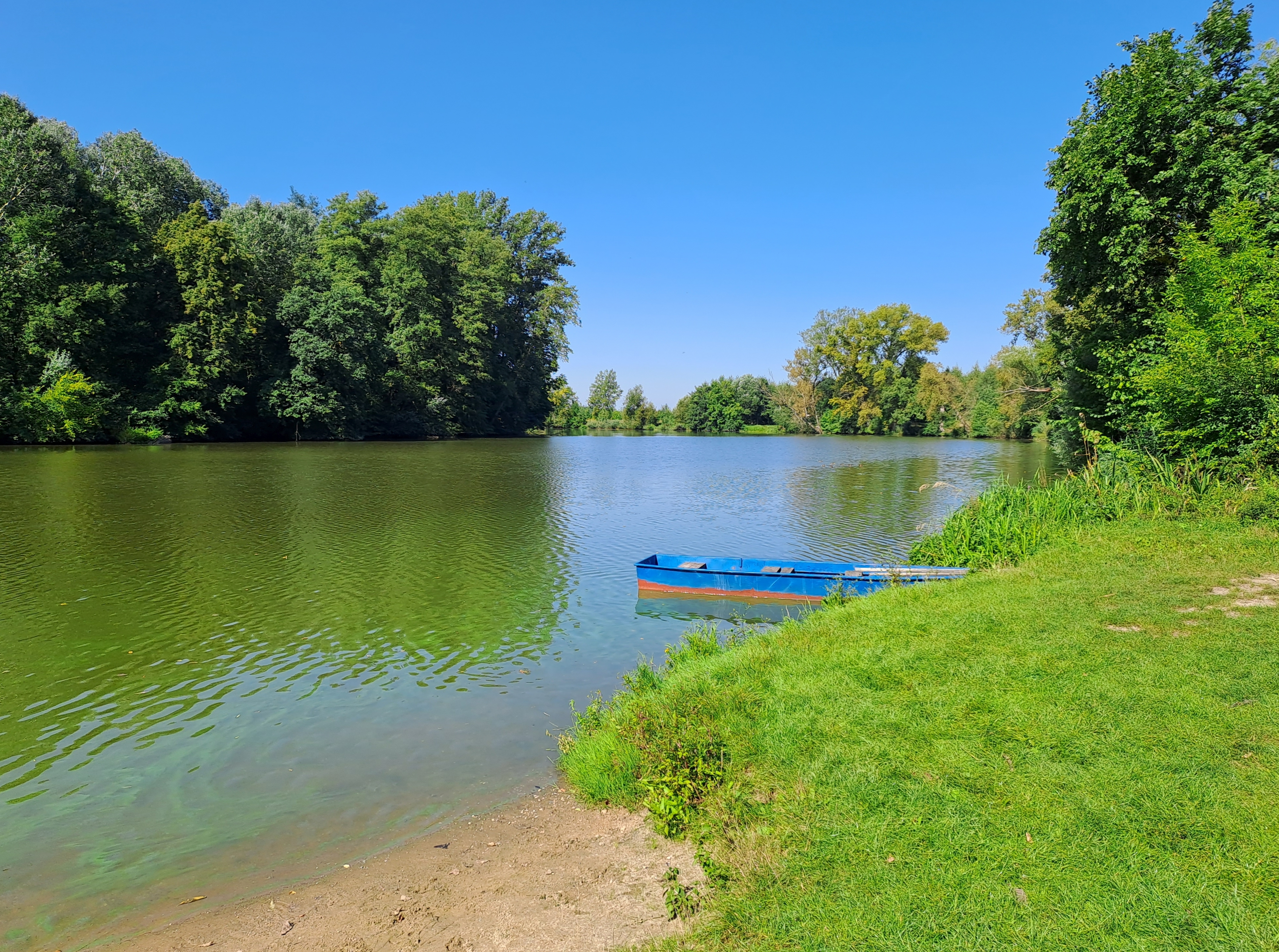
Borecká tůň